# Hifoliquen
Hifoliquen (Hypholichenes) és una de les tres classes de líquens. En aquesta classe el fong associat és un deuteromicet. Un exemple d'hifoliquen és Racodium rupestre, que viu sobre les roques.